# Ryan Griffin (giocatore di football americano 1989)
Ryan Griffin (Santa Monica, 17 novembre 1989) è un giocatore di football americano statunitense che milita nel ruolo di quarterback per gli Skorpions Varese della Italian Football League (IFL).

## Carriera

### New Orleans Saints
Griffin firmò con i New Orleans Saints dopo non essere stato scelto nel Draft NFL 2013. Fece parte del roster della squadra per due stagioni prima di venire svincolato nel settembre 2015 senza essere mai sceso in campo.

### Tampa Bay Buccaneers
IL 6 settembre 2015, Griffin firmò con i Tampa Bay Buccaneers. Nel 2015 e 2016 fu il terzo quarterback nelle gerarchie della squadra dietro a Jameis Winston e Mike Glennon, senza scendere mai in campo. 
Nella settimana 14 della stagione 2019 contro gli Indianapolis Colts Griffin fece il suo debutto nel secondo quarto al posto dell'infortunato Winston. Completò 2 passaggi su 4 per 18 yard dopo di che Winston tornò in campo nella vittoria per 38-35.
Nel 2020 Griffin vinse il Super Bowl LV come terzo quarterback dietro a Tom Brady e Blaine Gabbert senza mai scendere in campo.

### Skorpions Varese
Il 10 ottobre 2023 è stato annunciato l'ingaggio di Griffin da parte degli Skorpions Varese per la stagione 2024 della IFL

## Palmarès
- Super Bowl : 1

Tampa Bay Buccaneers: LV
- National Football Conference Championship: 1

Tampa Bay Buccaneers: 2020